# Henri Libbrecht
Henri Joseph Pierre Pol Marie Libbrecht (Wetteren, 6 maart 1879 - Brussel, 11 augustus 1932) was een Belgisch politicus voor de Katholieke Partij.

## Biografie
Henri Libbrecht was een zoon van Charles-Ange Libbrecht (1840-1917) en Louise Marie van Cromphaut (1852-1909). Hij trouwde in 1904 met Marthe van Put (1881-1946). Ze kregen twee zoons en twee dochters. 
Hij werd ingenieur en beheerder van vennootschappen. Hij was ook directeur van de buskruitfabriek (PRB) in Wetteren. Deze fabriek, opgericht door de familie Cooppal, werd bestuurd door Constantin Van Cromphaut, die de zaak leidde van 1828 tot aan zijn dood in 1879. Hij werd opgevolgd door zijn schoonzoon Charles-Ange Libbrecht en na hem door zijn kleinzoons Maurice Libbrecht (1874-1909) en Henri Libbrecht. Na de dood van Maurice in 1909 volgde Henri hem op als directeur en in 1913 werd hij, in opvolging van zijn vader, afgevaardigd bestuurder.  
In Wetteren werd hij gemeenteraadslid (vanaf 1910) en schepen (1911-1932). Na het ontslag in 1927 van de burgemeester van Wetteren, notaris Florimond Leirens (1857-1942), werd Libbrecht door de Cercle catholique voorgedragen, maar zijn onkunde van het Nederlands maakte dat men aan een andere kandidaat de voorkeur gaf.
In 1925 werd hij verkozen tot katholiek volksvertegenwoordiger voor het arrondissement Dendermonde-Sint-Niklaas en vervulde dit mandaat tot in 1929. Hij werd toen tot senator verkozen voor hetzelfde arrondissement en dit mandaat vervulde hij tot aan zijn dood.
Het kasteel waar hij op woonde werd na zijn dood gesloopt en het domein verkaveld.